# Niella Tanaro
Niella Tanaro är en ort och kommun i provinsen Cuneo i regionen Piemonte i Italien. Kommunen hade 1 015 invånare (2018).